# Stanleya neritinoides
Stanleya neritinoides là một loài ốc nước ngọt trong họ Thiaridae. Chúng là loài duy nhất trong chi Stanleya. The height of the shell is 9,8 milimét (0,39 in).
Loài này thường được tìm thấy ở Burundi, Cộng hòa Dân chủ Congo, Tanzania và Zambia.